# Ndendé flygplats
Ndendé flygplats  var en flygplats vid orten Ndendé i Gabon, som stängdes 2016. Den låg i provinsen Ngounié, i den centrala delen av landet, 400 km sydost om huvudstaden Libreville. Ndendé flygplats låg 127 meter över havet. IATA-koden var KDN och ICAO-koden FOGE.